# Kimball Milton
Kimball Alan Milton (* 29. November 1944 in La Grande, Oregon) ist ein US-amerikanischer theoretischer Physiker.
Milton studierte an der University of Washington (Bachelor 1967) und der Harvard University, wo er 1968 seinen 
Master-Abschluss machte und 1971 bei Julian Schwinger promoviert wurde (Unitarity and vertex functions). Er folgte Schwinger im selben Jahr an die University of California, Los Angeles, wo er bis 1981 forschte und ab 1979 Adjunct Associate Professor war. 1979 bis 1981 war er Visiting Associate Professor an der Ohio State University. 1981 wurde er Associate Professor und 1984 Professor an der Oklahoma State University. Er war unter anderem Gastwissenschaftler an der Universität München (1982), am KEK, dem Fermilab, der Universität Kyōto und dem Los Alamos National Laboratory. 
Milton forschte auf vielen Gebieten mit Schwinger zusammen und von dessen Methoden (wie Source Theory) beeinflusst, so über nichtlineare und nichtstörungstheoretische Quantenfeldtheorie, Magnetische Monopole und den Casimir-Effekt. Er gab mehrere Bücher von Julian Schwinger heraus und ist Ko-Autor mit Jagdish Mehra von dessen Biographie. Er ist Fellow der American Physical Society, des Institute of Physics und der American Association for the Advancement of Science und der Norwegischen Akademie der Wissenschaften (2011).
Er ist seit 1978 verheiratet und hat drei Kinder.

## Schriften
- Herausgeber von The Casimir Effect, World Scientific 2001